# Hyves
Hyves es la red social de mayor popularidad en los Países Bajos, con un grupo de miembros mayormente compuesto por neerlandeses. Hyves compite en ese país con redes como Facebook y MySpace. Fue fundada en 2004 por Raymond Spanjar, Koen Kam y Floris Rost van Tonningen. Hyves ocupa la 6.ª posición en el ranking de Alexa en los Países Bajos.
En mayo de 2010, Hyves poseía más de 10,3 millones de cuentas. Este número corresponde aproximadamente a las dos terceras partes de la población neerlandesa (con más de 16 millones de habitantes en 2010). Sin embargo, esta cifra incluye múltiples cuentas por usuario y cuentas inactivas. El número de cuentas ha crecido en más de 2 millones en comparación con años anteriores.  Hyves puede utilizarse sin costo alguno. Además, permite optar a una afiliación superior (conocida como Goldmembership). Los Goldmembers poseen acceso a funcionalidades extras, como el uso de diferentes emoticonos en sus mensajes y mayor espacio de almacenamiento de imágenes. Los creadores han dicho que la forma básica de Hyves siempre se mantendrá gratuita.

## Historia
Hyves fue creado en septiembre de 2000. El nombre de dominio deseado para Hyves era hives.nl, pero este ya estaba ocupado. El nombre se refiere a colmena y al hecho de que las redes sociales se construyen de manera similar.
En mayo de 2003 se descubrió el hecho de que la policía neerlandesa usaba Hyves en sus investigaciones sobre posibles sospechosos.
El 13 de diciembre de 2009 fue nombrado el sitio más popular del año.
En abril de 2019, el magnate Neerlandés Joop van den Ende tomó gran interés con Hyves.
Hyves innovó su diseño en julio de 2009. El sitio presentó una apariencia más dócil, sinóptica y con las imágenes de los perfiles de forma cuadrada y estándar.
En el discurso de Navidad de 2009, la reina de los Países Bajos, Beatriz I, expresó su punto de vista negativo acerca de las redes sociales. En respuesta, el fundador de Hyves le ofreció una cuenta gratis en Hyves, de manera tal que la reina pudiera experimentar por ella misma la red social.

### Elecciones en Hyves
En febrero de 2006, Wouter Bos se convirtió en el primer político neerlandés con una cuenta en Hyves y con esto creó una tendencia. El entonces primer ministro Jan Peter Balkenende también divisó el potencial para la comunicación con los ciudadanos utilizando las redes sociales. Este se hizo miembro en el año 2006. En las elecciones de 2010, Hyves fue utilizado en un sinnúmero de formas. Cada líder de cada partido político tiene una cuenta en Hyves y el primer debate mundial entre líderes políticos en una red social fue organizado y hospedado por Hyves.

## Características
- Los perfiles de usuario pueden crearse sin conocimiento alguno de HTML. Los perfiles pueden crearse llenando cuestionarios y subiendo contenido.
- Blogs: con posibilidades de búsqueda por etiquetas. Nube de etiquetas.
- Gadgets: la galería posee más de 30 millones de gadgets agrupados por categorías.
- Área comercial de anuncios.
- Compañías.
- Chat.
- Buzz.
- Hyvertising: posiciona banners visibles a más de 11 millones de Hyvers con posibilidades de seguimiento del número de visitas. Recientemente se ha adicionado la opción de realizar marketing localizado en determinadas áreas postales o ciudades.
- Píldoras.
- Fotos y vídeos.
- Eventos.
- Quién Qué Donde (del inglés Who What Where): permite conocer qué están haciendo tus amigos y en dónde lo hacen.
- Pimping: los usuarios pueden diseñar sus propios temas.
- Calendario de cumpleaños.
- Hyves para móviles: Permite realizar scraps, ver fotos, leer los mensajes, encontrar personas. Clientes de T-mobile, Vodafone, KPN & Telfort pueden recibir notificaciones pequeñas vía SMS. En el caso de MMS permite enviar fotos y realizar blog a la dirección secreta del usuario. Posee soporte para Nokia, iPhone, BlackBerry y Android.
- Miembros VIP's.

## Privacidad
Toda la información publicada en Hyves es visible para cada visitante, aunque el usuario puede restringir el acceso a su perfil y a los mensajes solamente a amigos o a amigos-de-un-amigo.